# 鞍作止利
鞍作止利，生卒年不詳，飛鳥时代和尚，氏姓鞍部村主（鞍作部是以做马鞍为职业），祖父司馬达等是第一位把佛教帶到日本的渡来人。他也是苏我馬子与圣德太子老师。

## 生涯
他祖父司馬达等是第一位把佛教帶到日本的梁朝渡来人，他本人也是佛像制作者。法隆寺釋迦三尊像与飛鳥寺飛鳥大佛是他的作品，制作的佛像带有北魏风格。